# Mistrzostwa Europy w lekkiej atletyce masters
Mistrzostwa Europy w lekkiej atletyce masters (wcześniej: Mistrzostwa Europy weteranów w lekkiej atletyce; ang. European Masters Athletics Championships – Stadia (EMACS), wcześniej European Veterans Athletics Championships (EVAC)) – mistrzostwa kontynentu w lekkiej atletyce masters na otwartym stadionie organizowane przez European Masters Athletics.
Pierwsze zawody odbyły się we wrześniu 1978 we włoskim Viareggio. Rozgrywane są najczęściej co 2 lata naprzemiennie z mistrzostwami halowymi i mistrzostwami w konkurencjach rozgrywanych poza stadionem. W zawodach występować mogą zawodnicy, którzy ukończyli 35. rok życia. Rywalizują w kategoriach wiekowych zgrupowanych co 5 lat.

## Edycje mistrzostw
| Edycja | Rok  | Gospodarz               | Daty                       | Liczba państw | Liczba zawodników |
| ------ | ---- | ----------------------- | -------------------------- | ------------- | ----------------- |
| 1      | 1978 | Viareggio               | 10–16 września             | 21            | 1193              |
| 2      | 1980 | Helsinki                | 6–10 sierpnia              | 18            | b.d.              |
| 3      | 1982 | Strasburg               | 14–18 lipca                | 22            | 2700              |
| 4      | 1984 | Brighton                | 20–25 sierpnia             | 22            | b.d.              |
| 5      | 1986 | Malmö                   | 28 lipca–2 sierpnia        | 22            | 2149              |
| 6      | 1988 | Werona                  | 25 czerwca–2 lipca         | 27            | 2981              |
| 7      | 1990 | Budapeszt               | 30 czerwca–7 lipca         | 26            | 3056              |
| 8      | 1992 | Kristiansand            | 26 czerwca–4 lipca         | 28            | 2921              |
| 9      | 1994 | Ateny                   | 3–12 czerwca               | 38            | 2706              |
| 10     | 1996 | Malmö                   | 19–27 lipca                | 34            | 3422              |
| 11     | 1998 | Cesenatico              | 11–19 września             | 36            | 4291              |
| 12     | 2000 | Jyväskylä               | 6–16 lipca                 | 40            | 2900              |
| 13     | 2002 | Poczdam                 | 15–25 sierpnia             | 38            | 4385              |
| 14     | 2004 | Aarhus                  | 22 lipca–1 sierpnia        | 40            | 3670              |
| 15     | 2006 | Poznań                  | 20–30 lipca                | 37            | 3067              |
| 16     | 2008 | Lublana                 | 23 lipca–3 sierpnia        | 42            | 3693              |
| 17     | 2010 | Nyíregyháza             | 15–24 lipca                | 41            | 3134              |
| 18     | 2012 | Żytawa Bogatynia Hrádek | 16–25 sierpnia             | 38            | 3827              |
| 19     | 2014 | Izmir                   | 22–31 sierpnia             | 41            | 2027              |
| 20     | 2017 | Aarhus                  | 27 lipca–6 sierpnia        | 39            | 3841              |
| 21     | 2019 | Wenecja                 | 5–15 września              | 42            | 4492              |
| 22     | 2023 | Pescara                 | 21 września–1 października | 40            | 4658              |
| 23     | 2025 | Madera                  | 8–19 października          |               |                   |
| 24     | 2027 | Jyväskylä               |                            |               |                   |